# Mille Lacs County
Mille Lacs County är ett administrativt område i delstaten Minnesota i USA, med 26 097 invånare.  Den administrativa huvudorten (county seat) är Milaca. 

## Politik
Mille Lacs County har under senare år tenderat att rösta republikanskt. Republikanernas kandidat har vunnit countyt i samtliga presidentval under 2000-talet. I valet 2016 vann republikanernas kandidat med siffrorna 64,1 procent mot 28,5 för demokraternas kandidat, vilket är den största segern i countyt för en kandidat sedan valet 1928 då republikanernas kandidat fick 72 procent.

## Geografi
Enligt United States Census Bureau har countyt en total area på 1 766 km². 1 488 km² av den arean är land och 278 km² är vatten.     

### Angränsande countyn
- Aitkin County - norr
- Kanabec County - nordost
- Isanti County - sydost
- Sherburne County - söder
- Benton County - sydväst
- Morrison County - väst
- Crow Wing County - nordväst